# Iheringichthys megalops
Iheringichthys megalops är en fiskart som beskrevs av Eigenmann och Ward, 1907. Iheringichthys megalops ingår i släktet Iheringichthys och familjen Pimelodidae. Inga underarter finns listade i Catalogue of Life.